# Jan van Berkel
Jan van Berkel (* 27. März 1986 in Bülach) ist ein ehemaliger Schweizer Triathlet. Er ist Ironman-Sieger, startete im Swiss-Triathlon-Langdistanzkader und wird als Zweiter in der Bestenliste Schweizer Triathleten auf der Ironman-Distanz geführt.

## Werdegang
Jan van Berkel besitzt neben der Schweizer auch die niederländische Staatsbürgerschaft.
Er wurde Schweizermeister bei den Junioren und in der Jugend sowie Niederländischer U23-Staatsmeister. Sein Spitzname ist «The Berkelizer».

### Triathlon seit 1998
Jan van Berkel betreibt Triathlon seit 1998. Im Jahr 2009 unterschrieb er aufgrund eines Streits um die Nutzung von Werbeflächen auf den Trikots des Schweizer Triathlon-Nationalteam Swiss Triathlon den Athlentenvertrag nicht und startete in der Folge bis 2012 für die Niederlande, wo er sich für die Olympischen Spiele 2012 zu qualifizieren versuchte. Danach startete er wieder für die Schweiz.

Er war Mitglied des Abu Dhabi Triathlon Teams sowie des EWZ Power Teams und wird trainiert vom ehemaligen deutschen Radsportler Heiko Salzwedel.

### Triathlon Langdistanz seit 2012

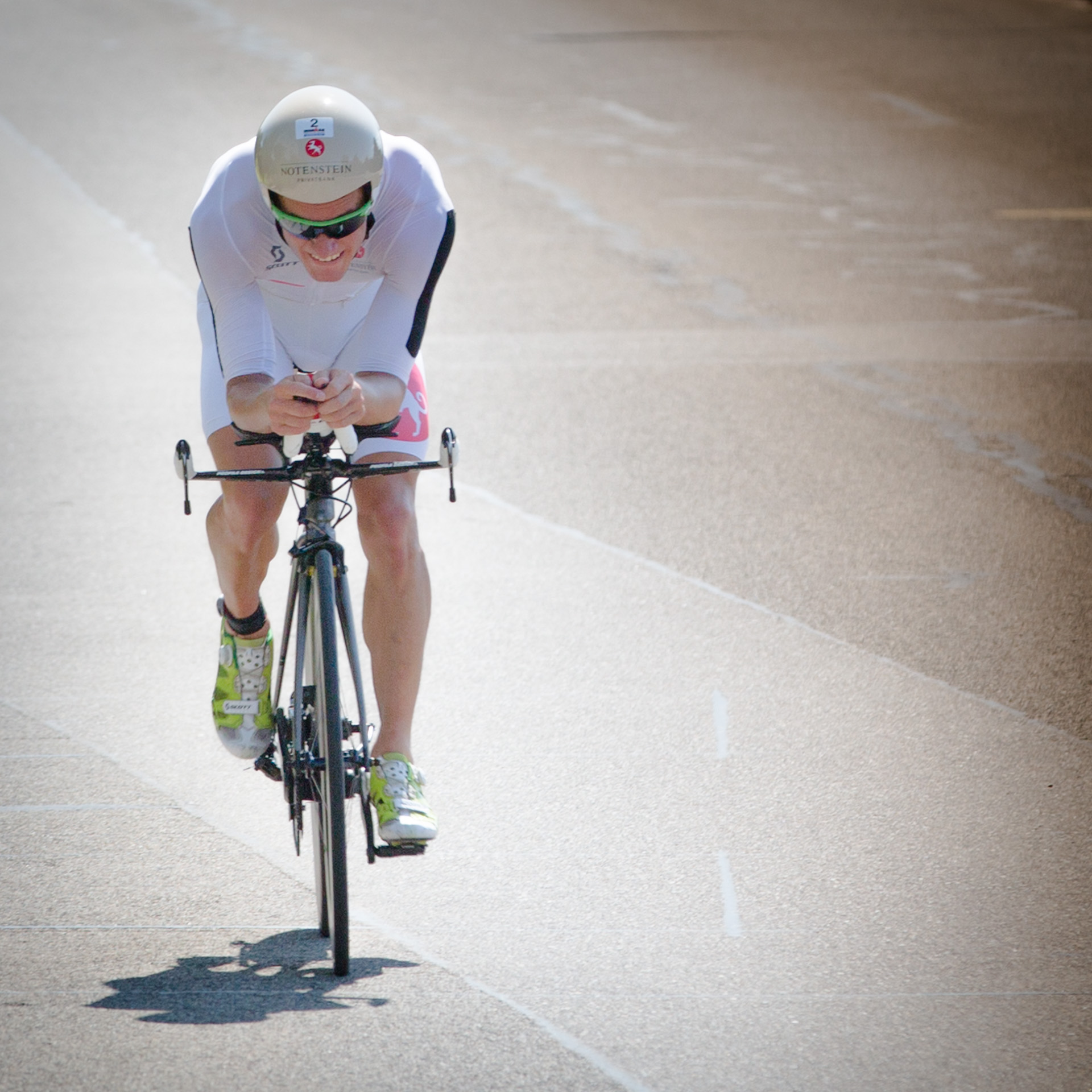
Jan van Berkel im Ironman Switzerland, 2013

Jan van Berkel verpasste 2012 die Qualifikation für die Olympischen Sommerspiele in London und startete danach auch auf der Ironman-Distanz (3,86 km Schwimmen, 180,2 km Radfahren und 42,195 km Laufen).
Im Juli 2015 wurde bekanntgegeben, dass Jan van Berkel als 46. Mann im Kona Points Ranking System erstmals einen Pro-Startplatz für die Ironman World Championship im Oktober auf Hawaii erhält. Die 50 höchstplatzierten Profi-Triathleten, die zwischen dem 31. August und dem 31. Juli des Folgejahres die meisten Punkte mit ihren Platzierungen bei Ironman-Wettkämpfen weltweit sammeln, sind jeweils für den Ironman Hawaii in Kailua Kona qualifiziert.

Im August 2015 wurde er im österreichischen Bundesland Salzburg auf der Mitteldistanz Siebter bei den Ironman-70.3-World-Championships im Rahmen des Ironman 70.3 Zell am See-Kaprun.

Bei den Ironman World Championships auf Hawaii im Oktober zog er sich beim Schwimmausstieg eine Knöchelverletzung zu und beendete das Rennen auf dem 95. Rang.
2017 konnte er sich zum dritten Mal für den Ironman Hawaii qualifizieren.

### Sieger Ironman 2018 und 2019
Im Mai 2018 wurde er Fünfter beim Ironman Texas und konnte seine persönliche Ironman-Bestzeit mit 7:48:40 h deutlich unterbieten – allerdings war die Strecke nach Angaben des Veranstalters verkürzt und Jan van Berkel selbst gab für die Radstrecke gemessene 176,7 km und 41,6 km für die Laufstrecke an.
Im Juli 2018 holte er sich nach zwei zweiten und zwei dritten Plätzen in Zürich seinen ersten Sieg im Ironman Switzerland, den er 2019 wiederholen konnte. Im Oktober 2019 wurde der damals 33-Jährige Elfter im Ironman Hawaii.
Im Mai 2021 wurde er Zweiter beim Ironman Tulsa. Den Ironman Switzerland konnte er im September zum dritten Mal gewinnen.
Im August 2022 konnte Jan van Berkel zum zweiten Mal nach 2016 den Inferno Triathlon für sich entscheiden. Im November wurde er Zweiter im Ironman Mexico.
Im April 2023 kündigte der 37-Jährige an, seine aktive Karriere nach 25 Jahren mit einem letzten Start beim Ironman Switzerland am 9. Juli zu beenden.
Nach knapp der Hälfte der Laufstrecke übernahm van Berkel die Führung und gewann den Ironman zum Abschluss seiner aktiven Karriere ein viertes Mal.

### Privates
Seine jüngere Schwester Martina van Berkel (* 1989) war bis 2017 im Schwimmersport aktiv und nahm 2012 an den Olympischen Sommerspielen in London über 200 Meter Delfin teil.

Im Jahr 2018 heiratete Jan van Berkel die ehemalige Eiskunstläuferin Sarah Meier (* 1984). Das Paar hat zwei Söhne und die Familie lebt in Döttingen im Kanton Aargau.

## Sportliche Erfolge
| Datum/Jahr    | Rang | Wettbewerb                                                    | Austragungsort | Zeit       | Bemerkung                                                                                    |
| ------------- | ---- | ------------------------------------------------------------- | -------------- | ---------- | -------------------------------------------------------------------------------------------- |
| 8. Juni 2013  | 3    | Schweizer Triathlon-Meisterschaft Sprintdistanz               | Zug            | 00:44:50   | Schweizer Meisterschaft Sprint-Triathlon beim Zytturm-Triathlon                              |
| 5. Feb. 2012  | 2    | OTU Sprint Triathlon Oceania Cup                              | Kinloch        |            | Sprintdistanz (0,75 km Schwimmen, 20 km Radfahren und 5 km Laufen)                           |
| 25. Juni 2011 | 20   | ETU Short Distance Triathlon European Championships           | Pontevedra     | 01:51:39   | Europameisterschaft                                                                          |
| 12. März 2011 | 1    | Abu Dhabi International Short Course Triathlon                | Abu Dhabi      | 03:20:47   | 1 km Schwimmen, 100 km Radfahren und 10 km Laufen                                            |
| 11. Sep. 2010 | 31   | ITU World Championship Series 2010                            | Budapest       | 01:44:59   |                                                                                              |
| 29. Aug. 2010 | 1    | Uster Nationaler Triathlon                                    | Uster          | 01:54:04,4 | Sieger über die olympische Distanz vor Ronnie Schildknecht                                   |
| 17. Juli 2010 | 22   | ITU World Championship Series 2010                            | Hamburg        |            | [ 18 ]                                                                                       |
| 13. März 2010 | 1    | Abu Dhabi International Short Course Triathlon                | Abu Dhabi      |            |                                                                                              |
| 11. Juli 2009 | 2    | Züri Triathlon                                                | Zürich         |            | [ 19 ]                                                                                       |
| 2007          | 2    | Züri Triathlon                                                | Zürich         |            |                                                                                              |
| 14. Aug. 2005 | 1    | Brigantium Triathlon                                          | Bregenz        | 02:01:53   | am Bodensee über die olympische Distanz (1,5 km Schwimmen, 40 km Radfahren und 10 km Laufen) |
| 23. Juli 2005 | 11   | ETU Short Distance Triathlon European Championship Junior Men | Alexandroupoli | 00:57:07   | Triathlon-Europameisterschaft Junioren (0,75 km Schwimmen, 20 km Radfahren und 5 km Laufen)  |
| 21. Juni 2003 | 45   | ETU Short Distance Triathlon European Championship Junior Men | Karlsbad       | 01:07:43   | Junioren-Europameisterschaft                                                                 |

| Datum/Jahr    | Rang | Wettbewerb                      | Austragungsort  | Zeit     | Bemerkung |
| ------------- | ---- | ------------------------------- | --------------- | -------- | --------- |
| 14. Mai 2017  | 6    | Ironman 70.3 Pays d'Aix France  | Aix-en-Provence | 04:02:06 |           |
| 30. Aug. 2015 | 7    | Ironman 70.3 World Championship | Zell am See     | 03:57:47 |           |
| 7. Juni 2015  | 3    | Ironman 70.3 Switzerland        | Rapperswil-Jona | 03:53:38 |           |
| 17. Mai 2015  | 3    | Ironman 70.3 Austria            | St. Pölten      | 03:56:14 |           |
| 9. Mai 2015   | 7    | Ironman 70.3 Mallorca           | Alcúdia         | 04:04:40 |           |
| 3. Mai 2015   | 3    | Ironman 70.3 Pays D'Aix France  | Aix-en-Provence | 03:59:30 |           |
| 10. Mai 2014  | 6    | Ironman 70.3 Mallorca           | Alcudia         | 04:00:21 |           |
| 11. Mai 2013  | 9    | Ironman 70.3 Mallorca           | Alcudia         | 04:00:51 |           |
| 28. Okt. 2012 | 2    | Ironman 70.3 Miami              | Miami           | 03:43:52 |           |
| 2. Sep. 2012  | 1    | Ironman 70.3 Ireland            | Galway          | 03:54:35 |           |

| Datum/Jahr    | Rang | Wettbewerb           | Austragungsort  | Zeit     | Bemerkung                                                                          |
| ------------- | ---- | -------------------- | --------------- | -------- | ---------------------------------------------------------------------------------- |
| 9. Juli 2023  | 1    | Ironman Switzerland  | Thun            | 08:05:02 | neuer Streckenrekord – letzter Profi-Wettkampf                                     |
| 4. März 2023  | 3    | Ironman New Zealand  | Taupō           | 08:10:22 | schnellster im Marathon in 2:42 Stunden                                            |
| 20. Nov. 2022 | 2    | Ironman Mexico       | Cozumel         | 07:53:20 |                                                                                    |
| 20. Aug. 2022 | 1    | Inferno Triathlon    | Mürren          | 09:09:35 |                                                                                    |
| 7. Mai 2022   | 23   | Ironman St. George   | St. George      | 08:56:00 | Ironman World Championships 2021                                                   |
| 5. Sep. 2021  | 1    | Ironman Switzerland  | Thun            | 07:39:41 | verkürzte Schwimmdistanz                                                           |
| 23. Mai 2021  | 2    | Ironman Tulsa        | Tulsa           | 07:50:58 | bei der Erstaustragung in persönlicher Bestzeit hinter dem Deutschen Patrick Lange |
| 12. Okt. 2019 | 11   | Ironman Hawaii       | Hawaii          | 08:15:19 |                                                                                    |
| 21. Juli 2019 | 1    | Ironman Switzerland  | Zürich          | 08:17:04 |                                                                                    |
| 13. Okt. 2018 | 24   | Ironman Hawaii       | Hawaii          | 08:27:03 |                                                                                    |
| 29. Juli 2018 | 1    | Ironman Switzerland  | Zürich          | 08:09:18 | erster Sieg in einem Ironman-Rennen                                                |
| 28. Apr. 2018 | 5    | Ironman Texas        | The Woodlands   | 07:48:40 | Rennen auf verkürztem Kurs                                                         |
| 3. März 2018  | 4    | Ironman New Zealand  | Taupō           | 08:10:28 | [ 22 ]                                                                             |
| 14. Okt. 2017 | 22   | Ironman Hawaii       | Hawaii          | 08:38:48 |                                                                                    |
| 30. Juli 2017 | 3    | Ironman Switzerland  | Zürich          | 08:26:51 | [ 23 ]                                                                             |
| 2. Apr. 2017  | 5    | Ironman South Africa | Port Elizabeth  | 08:12:34 |                                                                                    |
| 8. Okt. 2016  | DNF  | Ironman Hawaii       | Hawaii          | –        |                                                                                    |
| 20. Aug. 2016 | 1    | Inferno Triathlon    | Berner Oberland |          |                                                                                    |
| 24. Juli 2016 | 3    | Ironman Switzerland  | Zürich          | 08:29:12 |                                                                                    |
| 10. Okt. 2015 | 95   | Ironman Hawaii       | Big Island      | 09:27:59 | gehandicapt durch Knöchelverletzung beim Schwimmausstieg                           |
| 19. Juli 2015 | 2    | Ironman Switzerland  | Zürich          | 08:28:57 |                                                                                    |
| 22. März 2015 | 7    | Ironman Melbourne    | Melbourne       | 08:21:41 |                                                                                    |
| 27. Juli 2014 | 5    | Ironman Switzerland  | Zürich          | 08:46:33 | als bester Schweizer                                                               |
| 30. März 2014 | 7    | Ironman Los Cabos    | Los Cabos       | 08:46:31 |                                                                                    |
| 28. Juli 2013 | DNF  | Ironman Switzerland  | Zürich          | –        | Jan van Berkel musste in Führung liegend auf der Laufstrecke das Rennen beenden.   |
| 15. Juli 2012 | 2    | Ironman Switzerland  | Zürich          | 08:32:27 | erster Start auf der Langdistanz                                                   |

| Datum/Jahr    | Rang | Wettbewerb                                  | Austragungsort | Zeit     | Bemerkung                               |
| ------------- | ---- | ------------------------------------------- | -------------- | -------- | --------------------------------------- |
| 27. Apr. 2014 | 1    | Rheintal Duathlon                           | Marbach        | 00:51:19 |                                         |
| 31. Aug. 2001 | 15   | ITU Duathlon World Championships Junior Men | Calais         | 01:10:16 | Duathlon-Weltmeisterschaft der Junioren |

| Datum/Jahr    | Rang | Wettbewerb     | Austragungsort | Zeit     | Bemerkung                  |
| ------------- | ---- | -------------- | -------------- | -------- | -------------------------- |
| 19. Sep. 2015 | 18   | Greifenseelauf | Uster          | 01:10:52 | Halbmarathon am Greifensee |

(DNF – Did Not Finish)